# Pedro Tocci
 Pedro Tocci ( Argentina, 1910 - 1969 ) fue un actor de cine, radio y teatro.

## Carrera profesional
Se inició en el teatro con Angelina Pagano y trabajó en compañías encabezadas por importantes actores de la época como Luis Arata, Iris Marga, Blanca Podestá y Luisa Vehil, pero fue en la radio donde alcanzó mayor difusión interpretando el personaje de Juan Cuello y en radioteatros junto a Aída Luz. En varios casos llevaba sus personajes a actuaciones en teatros de Buenos Aires y del interior del país.
En radio compartió rubro con Inés Edmonson en la radionovela de Héctor Pedro Blomberg, La sombra del payador que en 1940 se transmitió por LR2 Radio Argentina con la participación de Aída Luz.
En teatro se recuerdan su actuación en 1941 con su compañía en las obras Serenata porteña y Juan Cuello, con Carmen Casnell e Inés Edmonson.
En 1945 actuó en Radio Mitre en la radionovela Falucho, el negro encabezando su compañía, en la que actuaban además Malvina Pastorino, Carlos Fioriti y Miguel Ligero.
Su papel más importante en cine lo cumplió personificando al general José de San Martín en Nuestra tierra de paz (1939). Al caer derrocado Perón integró junto a Francisco Armisén, Pascual Nacaratti, Ángel Boffa, Iván Grondona, Pedro Laxalt, Julián Bourges, Alfredo Noli, Mario Faig, Claudio Martino, Luis Capdevila, y Pablo Racioppi la comisión provisional que dirigió la Asociación Argentina de Actores hasta que fue intervenida por el nuevo gobierno. Tocci fue presidente de la  Asociación Argentina de Actores e integró la comisión directiva de la Casa del Teatro.

## Filmografía
Actor
- Pueblo chico, infierno grande (1940)
- Nuestra tierra de paz (1939)
- La intrusa  (1939)

## Teatro
- 1948: Martín Fierro. Con Roberto de Negri, Héctor Armendáriz, Adolfo Faust Rocha, José Cicarelli, Chola Osés, y gran elenco. Estrenada en el Teatro Presidente Alvear con la Compañía Argentina de Comedias dirigida por Pascual Carcavallo.